# 弗兰克·塞格拉
弗兰克·塞格拉（法語：Franck Seguela，1997年5月30日—），法国男子篮球运动员，2022年三對三世界盃籃球賽男子铜牌得主、2024年夏季奥林匹克运动会男子三人篮球银牌得主。